# Pokój Teraz
Pokój Teraz (język hebrajski: שלום עכשיו – Szalom Achszaw) – pozaparlamentarny, lewicowy izraelski ruch polityczny, dążący do przekonania izraelskiej opinii publicznej i rządu do konieczności osiągnięcia sprawiedliwego pokoju i historycznego porozumienia z Palestyńczykami i sąsiednimi arabskimi krajami w zamian za ustępstwa terytorialne (formuła „Ziemia za pokój”).

## Historia
Zaraz po wizycie egipskiego prezydenta Anwara Sadata w Izraelu w 1978 roku 348 izraelskich oficerów rezerwy podpisało list do premiera Menachema Begina, nakłaniający go do kontynuowania pokojowej polityki. Petycja ta doprowadziła do powstania organizacji Pokój Teraz, ruchu poświęconego zwiększaniu społecznego poparcia dla procesu pokojowego.
Na wiecu zorganizowanym na skwerze Kikar Malkhei Israel w Tel Awiwie (miejsce późniejszego morderstwa Icchaka Rabina, dziś jest to Kikar Rabin), demonstranci żądali od szefa rządu podpisania układu pokojowego z Egiptem w zamian za zwrócenie mu Synaju.
W latach 1982–1984 ruch protestował m.in. przeciw wojnie w Libanie, domagając się wycofania stamtąd wojsk izraelskich. Szczytowym punktem tego protestu była demonstracja, która odbyła się po masakrze w obozach Sabra i Szatila.
10 lutego 1983 roku podczas demonstracji ruchu Pokój Teraz w Jerozolimie prawicowy ekstremista, Jonah Awruszmi rzucił w jej kierunku granatem ręcznym, zabijając aktywistę Emila Grunzweiga i raniąc siedem innych osób.
Przez lata ruch Pokój Teraz opowiadał się za powstrzymywaniem rozbudowywania izraelskiego osadnictwa na Zachodnim Brzegu Jordanu, postrzeganego jako przeszkoda na drodze do osiągnięcia porozumienia z Palestyńczykami.
W latach 80. i wczesnych 90. XX wieku organizacja opowiadała się za uznaniem przez władze izraelskie Organizacji Wyzwolenia Palestyny za narodową reprezentację Palestyńczyków. Pierwszą Intifadę (1987-1993) uznała za akt polityczny, ale postulowała zakończenie okupacji Zachodniego Brzegu Jordanu i Strefy Gazy.
Po podpisaniu porozumień z Oslo ruch skupił się na wspieraniu inicjatyw pokojowych rządu zgodnych z formułą „ziemi za pokój”, a protestowaniu przeciwko działalności tych rządów, które opóźniały proces pokojowy.
Po wybuchu drugiej Intifady w 2000 roku poparcie dla ruchu osłabło, co wiązało się ze spadkiem nadziei na pokój w społeczeństwie izraelskim. W 2003 roku pojawiły się nowe plany i pomysły, a także działania, m.in. inicjatywa genewska czy tzw. cenzus narodowy, które nawiązywały do formuły „ziemia za pokój”. Żadne z nich nie było oficjalnie związane z ruchem Pokój Teraz, ale mimo to wielu członków organizacji brało w nich udział (w pierwszym przypadku Josi Belin i partia Merec-Jachad, w drugim Ammi Ajjalon).
W 2004 roku główne aktywności ruchu Pokój Teraz to monitorowanie osadnictwa żydowskiego i nielegalnej działalności organizacji Hiltop (prawicowej młodzieżówki ruchu osadniczego). Pokój Teraz był jednym z głównych organizatorów demonstracji Mate ha-Rov („obóz większości”), wspierającej plan jednostronnego wycofania osadników ze Strefy Gazy autorstwa premiera Ariela Szarona. 19 marca 2005 roku demonstracja popierająca ten plan skupiła ok. 10 tys. osób.

## Krytyka
Ruch krytykowany był jako pozbawiony realizmu i pragmatycznego zmysłu. Sceptycy twierdzili, iż nie może on prowadzić dialogu z analogiczną organizacją po stronie arabskiej. Ami Ajalon, były szef Szin Bet, skrytykował Pokój Teraz za demonizowanie osadników żydowskich i wywoływanie nienawiści skierowanej przeciw nim. Stwierdził także, iż pomimo tego, że skupia się on na propagowaniu oddawania Arabom ziemi, a nie wspomina ani słowem o konieczności powstrzymania palestyńskiego terroryzmu i zadbania o izraelskie interesy. Ayalon dodał również, iż wiele z osad żydowskich winno zostać zlikwidowanych, ale sami osadnicy przeniesieni do Izraela powinni otrzymać wsparcie finansowe i moralne od państwa i opinii publicznej, a nie być traktowani jak wrogowie.